# Villanova (San Daniele del Friuli)
Villanova (Vilegnove in friulano) è una frazione del comune di San Daniele del Friuli.

## Geografia fisica
Villanova, nelle vecchie carte geografiche, è divisa in Baçane e Vile, sulle rive del Tagliamento.

## Monumenti e luoghi d'interesse
- Chiesa di Santa Maria Maggiore